# Émile de Kératry
Émile, comte de Kératry, né le 24 mars 1832 à Paris et mort le 6 avril 1904 à Paris 16e, est un militaire et homme politique français.

## Biographie
Fils d'Auguste Hilarion de Kératry (vieille famille noble bretonne) et d'Ernestine de Bruc de Livernière, comme son père il fut élu député du Finistère, en 1869, après une carrière militaire au cours de laquelle il a notamment participé à l'expédition du Mexique. Il siège dans l'opposition au régime impérial. Membre actif du Tiers-Parti, il est nommé préfet de police de Paris après la chute de l'Empire le 4 septembre 1870. Il démissionne rapidement et quitte Paris en ballon.
Nommé général de brigade par Gambetta, il prend la tête de l'armée de Bretagne, mais le gouvernement suspicieux laisse cette armée sans activité, sans armes et dans un état sanitaire désastreux au camp de Conlie. Après ses démissions il fut remplacé par Henri Delacoux de Marivault-Emeriau.
Préfet de Haute-Garonne en mars 1871, puis des Bouches-du-Rhône en novembre de la même année, il démissionne en août 1872. Il se consacre alors à la littérature et à l'écriture de pièces de théâtre.

## Principales publications
- L'Élévation et la chute de l'empereur Maximilien, intervention française au Mexique, 1861-1867, préface de Lucien-Anatole Prévost-Paradol (1867) disponible sur Internet Archive
- Les Ruines de Pompéï, conférences (1867) lire en ligne sur Gallica
- La Contre-Guérilla française au Mexique. Souvenirs des Terres chaudes (1868) lire en ligne sur Gallica
- La Créance Jecker, les indemnités françaises et les emprunts mexicains (1868) lire en ligne sur Gallica
- Le Dernier des Napoléon (1872)
- Le 4 septembre et le gouvernement de la Défense nationale, déposition devant la commission d'enquête de l'Assemblée nationale, mission diplomatique à Madrid 1870 (1872) disponible sur Internet Archive
- Armée de Bretagne, 1870-1871. Dépositions devant les commissions d'enquête de l'Assemblée nationale, avec carte à l'appui. Rapport de la commission d'enquête (1873) lire en ligne sur Gallica
- Bas-fonds et Sommets, clichés de la vie réelle (1878)
- Mourad V. prince, sultan, prisonnier d'État (1840-1878), d'après des témoins de sa vie (1878)
- À travers le passé, souvenirs militaires (1887) lire en ligne sur Gallica
- Petits Mémoires (1898) disponible sur Internet Archive

Théâtre
- La Toile de Pénélope, proverbe en 1 acte et en prose, Alger, Théâtre impérial, 1855
- À bon chat, bon rat, comédie en 1 acte et en prose, Alger, Théâtre impérial, 1856 lire en ligne sur Gallica
- La Guerre des blasons, comédie en 3 actes, 1860 disponible sur Internet Archive
- La Vie de club, drame en 5 actes, en prose, Théâtre de Lille, 11 mars 1862
- Le Siège de Paris, pièce en 4 actes, Marseille, Gymnase, 16 janvier 1872 disponible sur Internet Archive

## Décorations
- Commandeur de la Légion d'honneur[5]